# Anjuisk
Anjuisk (russisch Аню́йск) ist ein Dorf (selo) im Autonomen Kreis der Tschuktschen (Russland) mit 434 Einwohnern (Stand: Januar 2016). Anjuisk gehört dem Bilibinski rajon an.

## Lage
Anjuisk liegt am Kleinen Anjui, der dem Ort seinen Namen gab. Die Entfernung nach Bilibino beträgt 272 km, nach Anadyr, der Hauptstadt des autonomen Kreises der Tschuktschen, etwa 800 km.

## Geschichte
Das Dorf entstand 1930 infolge der Kollektivierung nomadischer Hirten, die sich an der Stelle des heutigen Ortes niederließen und zwei Kolchosen bildeten, die „Erster Mai“ (russisch Первое мая) und „Neues Leben“ (russisch Новая жизнь) genannt wurden. Dadurch wuchs der Ort an und eine Schule und ein Kindergarten wurden errichtet. 1960 wurden die beiden Kolchosen zu einer Kolchose mit dem Namen „Anjuiski“ vereinigt. Am 15. März 1960 löste Anjuisk Ostrownoje als Sitz des Rajon Wostotschnoi Tundry („Rajon der Östlichen Tundra“) ab. Den Status als Rajonshauptort behielt Anjuisk allerdings nicht lange. Am 2. August 1961 wurde der Sitz des Rajons in das schnell wachsende Bilibino verlegt, später erfolgte die Umbenennung nach dem Hauptort in Bilibinski rajon. In den 1980er-Jahren wurde ein milcherzeugender Betrieb in Anjuisk gegründet.

## Wirtschaft und Infrastruktur
Die Hauptwirtschaftszweige vor Ort sind Rentierzucht, Fischen, Landwirtschaft und Jagd. In Anjuisk gibt es eine Schule, eine Krankenstation, ein Kulturzentrum, eine Bibliothek und ein kleines Hotel. Innerhalb des Ortes gibt es Straßen, allerdings ist Anjuisk nicht über befestigte Straßen an das russische Straßennetz angebunden. Über eine Piste ist der Ort mit der Siedlung städtischen Typs Tscherski, dem Hauptort des Nischnekolymski ulus in Jakutien, verbunden. Über den Kleinen Anjui, der in die Kolyma mündet, sind weitere Ortschaften auf dem Wasserweg erreichbar.

## Bevölkerung
Beim Zensus 2010 zählte der Ort 480 Einwohner, im Januar 2012 472 Einwohner. Bis zum Januar 2016 ging die Bevölkerung auf 434 Einwohner zurück. Die meisten davon sind Ewenen, sonst hauptsächlich Russen und Ukrainer. Trotz der Lage im Kreis der Tschuktschen machen Tschuktschen nur einen sehr geringen Anteil von etwa 3 % aus.

## Klima
Anjuisk befindet sich in der subpolaren, borealen Klimazone.
|                       | Jan   | Feb   | Mär   | Apr   | Mai  | Jun  | Jul  | Aug  | Sep  | Okt   | Nov   | Dez   |   |       |
| Mittl. Tagesmax. (°C) | −30,4 | −27,6 | −18,6 | −9,2  | 5,0  | 15,3 | 17,8 | 14,0 | 6,5  | −6,7  | −19   | −28   | ⌀ | −6,6  |
| Mittl. Tagesmin. (°C) | −36,7 | −34,4 | −33,5 | −20,0 | −4,8 | 4,8  | 7,5  | 5,4  | −0,2 | −12,9 | −25,8 | −34,3 | ⌀ | −15,3 |

| −36,7 |

| −34,4 |

| −33,5 |

| −20,0 |

| −4,8 |

| 4,8 |

| 7,5 |

| 5,4 |

| −0,2 |

| −12,9 |

| −25,8 |

| −34,3 |

| −36,7 |

| −34,4 |

| −33,5 |

| −20,0 |

| −4,8 |

| 4,8 |

| 7,5 |

| 5,4 |

| −0,2 |

| −12,9 |

| −25,8 |

| −34,3 |